# Senegal
Il Senegal (AFI: /seneˈɡal/ o /ˈsɛneɡal/; in wolof Sunu Gaal, "la nostra piroga"), ufficialmente Repubblica del Senegal (in francese République du Sénégal, AFI: /ʁepyblik dy seneɡal/) è uno Stato dell'Africa occidentale, con capitale Dakar.
Il territorio si estende per circa 200000 km² nell'estrema parte occidentale dell'Africa sudanese, sulla sinistra idrografica del fiume omonimo e sui bacini idrografici di alcuni fiumi minori; ad ovest si affaccia sull'oceano Atlantico. Il territorio si estende nel cosiddetto Sahel, la zona di transizione fra le regioni aride sahariane e quelle umide dell'Africa guineana. Il clima è tropicale, con una lunga stagione umida invernale e una stagione secca estiva la cui lunghezza aumenta procedendo da nord (circa 3 mesi) verso sud (6-7 mesi); il manto vegetale prevalente nel paese è quindi quello della savana, in alcune aree alterata a causa della presenza umana. Circonda quasi interamente lo Stato anglofono del Gambia, che si estende lungo l'omonimo fiume.
Secondo una stima del 2018 la popolazione del Senegal ammontava a 15,8 milioni di abitanti, la densità di popolazione è di circa 64 abitanti/km². La popolazione si addensa dove sono migliori le condizioni ambientali, lungo la fascia costiera e nell'immediato entroterra; l'interno, in buona parte arido o semi-arido, vede un popolamento più rado, addensamenti sono solo lungo il corso dei fiumi, dove maggiori sono le disponibilità idriche. La maggiore città del paese è la capitale Dakar, che conta circa 2,6 milioni di abitanti e contiene buona parte della popolazione urbana del paese, infatti gli altri centri urbani di rilievo nazionale hanno dimensioni demografiche minori (100 000-200 000 abitanti). La popolazione senegalese è costituita da diversi gruppi etnici, predominante quello dei wolof, che costituisce circa il 43% della popolazione. La lingua wolof costituisce una sorta di lingua franca nazionale insieme al francese.
Il popolamento del territorio senegalese è antico, con tracce risalenti al Paleolitico; in epoche successive, il Senegal vide l'incontro di popolazioni provenienti da sud-est o da est con popolazioni provenienti dalle regioni nordafricane. Islamizzato a partire dall'XI secolo, il territorio senegalese venne interessato dal prolungato dominio coloniale europeo (francese, olandese, inglese e portoghese), iniziato nel XV secolo e accentuatosi nel XIX quando cominciò ad interessare anche le zone interne del Paese. La Repubblica del Senegal si rese indipendente dalla Francia nel 1960, dapprima in unione con il Mali, successivamente come Stato indipendente.
Dal punto di vista economico, il Senegal appare come una delle nazioni africane meno fragili, con un discreto livello di sviluppo del settore industriale (industria manifatturiera ed estrattiva) e dei servizi (nel Senegal hanno sede numerose istituzioni finanziarie africane). L'agricoltura, che occupa la maggior parte della popolazione attiva, è abbastanza diversificata ed efficiente anche se si osserva ancora un'eccessiva dipendenza dalla coltura dell'arachide, retaggio del passato coloniale.
Dal punto di vista dell'ordinamento dello Stato, il Senegal è, dal 2019, una repubblica presidenziale.

## Storia

### Origine e antichità
Tracce di attività neolitica sono presenti su quasi tutto il territorio, come dimostrano molti ritrovamenti.
L'epoca protostorica segna la comparsa dei metalli nella vallata del Senegal, con depositi contenenti antichi forni da fusione con i loro camini, e tombe a tumulo.
Nel centro del paese e nel Gambia, in una zona di 15 000 km quadrati si trova un certo numero di circoli megalitici, simili agli allineamenti che si trovano nel nordest della Repubblica Centrafricana. La formazione dei primi regni conosciuti si registra a partire dal VII secolo, in particolare il Jolof. Questo regno che avrebbe avuto lontane parentele con l'Impero del Ghana, suo vicino orientale, era governato da un sovrano eletto dalle famiglie più antiche e nobili del regno. Furono di rilievo nel corso della storia del paese le famiglie Ndiaye e Ndom. Le loro vicende si intrecciarono molto spesso con quelle dei francesi nell'era coloniale. I discendenti di queste due famiglie tuttora vivono nel paese e hanno una notevole influenza nella politica, seppur non detengano cariche ufficiali e non ne partecipino attivamente.

### La colonizzazione e l'indipendenza
L'Islam, religione dominante nel Senegal, praticata da più del 90% della popolazione, arrivò nell'XI secolo, ma si impose solo tra i peul (fulani) a est e i toucouleur (tukrè) a nord, lungo il fiume Senegal. Il resto del Senegal rimase animista sino al 1800.
Il primo insediamento stabile degli europei fu sull'isola di Gorée nel 1500: qui i portoghesi potevano comprare dal popolo dei Wolof gli schiavi che gli stessi Wolof avevano rapito o comprato più all'interno. Gorée divenne poi olandese, continuando pacificamente i suoi commerci coi Wolof, sinché non fu acquistata dai francesi che nel 1677 ne fecero uno dei principali centri africani della tratta degli schiavi.
Nel 1904 Dakar, eretta colonia autonoma, divenne la capitale dell'Africa Occidentale Francese. Nel 1914 gli africani residenti nelle città di Dakar, Gorée, Rufisque e Saint-Louis ricevettero la cittadinanza francese ed elessero i loro deputati alla camera francese. Nel settembre del 1940 si svolse la Battaglia di Dakar. Il 1° dicembre 1944, l'esercito francese massacrò a Thiaroye, alla periferia di Dakar, diverse centinaia di tirailleurs senegalesi che reclamavano il loro salario. Gli storici stimano il numero delle vittime tra le tre e le quattrocento. Nel 1946 il Senegal entrò a far parte del territorio francese e la cittadinanza fu estesa a tutti i senegalesi. Nel 1958 il Senegal ottenne lo statuto di repubblica autonoma e nel 1960, dopo aver ottenuto l'indipendenza piena, il Senegal ed il Sudan francese (attuale Mali) si fusero a formare la Federazione del Mali che divenne completamente indipendente il 4 aprile 1960. La federazione tuttavia non resse alla decolonizzazione e, già il 20 agosto 1960, Senegal e Sudan francese dichiararono la propria indipendenza.
Léopold Sédar Senghor venne eletto primo presidente del Senegal, nel settembre 1960, restando al potere per i successivi 20 anni. Nel 1981 Senghor si ritirò dalla vita politica del paese e la presidenza passò al suo successore Abdou Diouf.
Un nuovo tentativo di federazione, stavolta con il Gambia (Confederazione del Senegambia), ebbe luogo nel 1982 senza entrare mai veramente in vigore; la federazione stessa si dissolse nel 1989. Negli anni novanta Diouf si impegnò per riportare il paese ad una vita democratica: nelle elezioni presidenziali del 2000 il leader dell'opposizione Abdoulaye Wade riuscì a sconfiggere Diouf; nel 2007 Wade fu riconfermato alla presidenza dal popolo senegalese.
Il 29 giugno 2011 Abdoulaye Wade tentò di far approvare all'Assemblea Nazionale un pacchetto di riforme che andava a modificare due articoli della costituzione, proponendo la possibilità di essere eletti alla carica di presidente al primo turno con una soglia del 25% dei voti anziché del 50% e di eleggere a suffragio universale allo stesso tempo il presidente e il vicepresidente. La proposta fece scoppiare forti proteste a Dakar tra la popolazione, la società civile (da quel giorno riunitasi nella piattaforma Movimento 23 giugno – M23) e il movimento di contestazione di rapper Y'en a Marre. Wade fu dunque costretto a ritirare il provvedimento. Ormai ottantaseienne, si candidò poi dopo qualche mese alle elezioni presidenziali previste per il febbraio 2012, generando di nuovo scontento e proteste. Oggetto principale delle contestazioni era la discussa legittimità della sua ricandidatura: secondo l'opposizione, la maggior parte della società civile, della stampa e dei giuristi, sarebbe stata infatti la terza consecutiva e dunque anticostituzionale. Per Wade e per chi sosteneva la teoria dell'ammissibilità, invece, la sua candidatura era ufficialmente la seconda consecutiva e dunque legittima coerentemente al dibattuto principio della non retroattività, secondo cui non andava applicata la legge del 2001 che modificò la costituzione aumentando la durata del mandato presidenziale a 7 anni. Così ragionando, non bisognava dunque calcolare il primo mandato del 2000. Il caso passò sotto l'esame del Consiglio Costituzionale, che il 27 gennaio approvò la candidatura di Wade rifiutandone altre, tra cui quella del cantante Youssou N'Dour. La notizia gettò il Paese nel caos e le proteste ripresero, a Dakar come in tutto il Paese, causando morti e feriti. La tensione scese tuttavia qualche giorno prima del voto che si svolse nella calma e regolarità il 26 febbraio e che decise il ballottaggio tra Abdoulaye Wade (34% dei suffragi) e Macky Sall (26%). Al secondo turno, tenutosi il 25 marzo, grazie anche all'appoggio degli altri dodici candidati, di Youssou N'Dour e della società civile, Macky Sall sconfisse il presidente uscente e divenne il quarto presidente del Senegal.

## Geografia

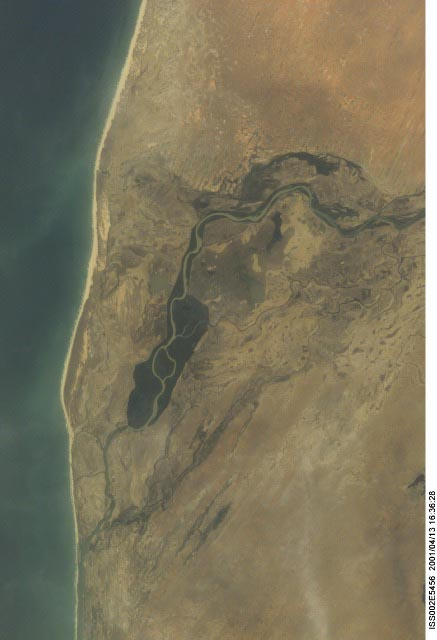
Il fiume Senegal segna il confine settentrionale della nazione

Il territorio è in gran parte pianeggiante, in piccola parte presenta rilievi montuosi di origine vulcanica che formano le isole di Capo Verde. I fiumi più importanti sono il Senegal, che segna il confine settentrionale, il Gambia e il Casamance; gli altri hanno carattere torrentizio. A nord le coste sono basse, a sud sono costellate di lagune.

### Clima
Il Senegal ha un clima equatoriale con un piacevole calore durante tutto l'anno, con stagioni asciutte e umide ben definite. La stagione secca (da dicembre ad aprile) è dominata dal vento caldo e secco, detto armattano. Le precipitazioni annuali di Dakar di circa 600 mm si verificano tra giugno e ottobre quando la temperatura massima è di 30 °C e minima di 24,2 °C; Le temperature massime da dicembre a febbraio sono in media di 25,7 °C e di minimo 18 °C.
Le temperature interne sono più alte rispetto alla costa (ad esempio, le temperature medie giornaliere di Kaolack e Tambacounda a maggio sono rispettivamente di 30 °C e 26,7 °C rispetto a 23,2 °C di Dakar) e le precipitazioni aumentano sensibilmente più a sud, superando i 1500 mm all'anno in alcune aree.
A Tambacounda, nell'estremo interno, in particolare al confine con il Mali, dove inizia il deserto, le temperature possono raggiungere anche i 47 °C. La parte più settentrionale del paese ha un clima desertico e caldo, la parte centrale ha un clima caldo semi-arido e la parte più meridionale ha un clima tropicale.

## Popolazione

Andamento della popolazione del Senegal dal 1950 al 2020

Il Senegal ha una popolazione di circa 16 000 000 abitanti (2018) e una densità di 69,7 abitanti per km².
Presenta un tasso d'incremento pari al 2,7% (2009) per via d'un tasso di natalità elevato (36,8‰ nel 2009) e d'un tasso di mortalità relativamente contenuto (9,8‰ nel 2009). La mortalità infantile, pari al 58,9‰ nel 2009, è piuttosto diffusa.

### Etnie
Il gruppo etnico dominante è quello dei Wolof (43% della popolazione), insediati soprattutto al centro del paese, a Nord-Est di Dakar e sulla costa.
Altre due etnie dominanti sono i Sérèr (15%) e i Fula (23%). Questi popoli e varie minoranze non sono in guerra tra loro, anche grazie al rapporto di cousinage (cioè cugini per scherzo) che esiste tra loro, che consente di tenere conversazioni confidenziali e scherzose anche fra estranei.

### Religione
Secondo le statistiche ufficiali, la popolazione senegalese è composta da musulmani sunniti per il 95%, da cristiani per il 4% e da animisti per il restante 1%.
Molti senegalesi si dichiarano musulmani o cristiani ma sono in realtà legati anche a forme di religione tradizionale. Un profondo processo di sincretismo ha reso possibile la coesistenza delle religioni tradizionali con quelle rivelate.

### Lingue
Come sancito dalla nuova Costituzione (1971)
la lingua ufficiale del Senegal è il francese, a cui si affiancano 6 lingue nazionali:
- lingua diola
- lingua mandinga
- lingua pulaar
- lingua serere
- lingua soninké
- lingua wolof, che è la lingua più ampiamente usata.

Il wolof è collegato alla lingua pulaar (Pulaar), che è anch'essa parlata da una gran parte della popolazione.
Oltre alle lingue succitate sono presenti diversi dialetti.

## Ordinamento dello Stato
Il Senegal è una repubblica presidenziale.

### Suddivisioni amministrative

Suddivisioni del Senegal

Il Senegal è composto, sul piano amministrativo, da 14 regioni che prendono nome dai rispettivi capoluoghi, che figurano inoltre tra le maggiori città dello Stato: Dakar, Diourbel, Fatick, Kaffrine, Kaolack, Kédougou, Kolda, Louga, Matam, Saint Louis, Sédhiou, Tambacounda, Thiès, Ziguinchor.
La capitale Dakar, una città di 550 km quadrati che costituisce una penisola e si protende sull'Oceano Atlantico, è situata, inoltre, nel punto più occidentale del paese e di tutto il continente africano.
Un Governatore e un'Assemblea regionale guidano ogni regione; ciascuna è suddivisa in dipartimenti divisi ulteriormente in comunità rurali, come indicato di seguito:
| Regioni                | Capoluogo   |
| ---------------------- | ----------- |
| Regione di Dakar       | Dakar       |
| Regione di Diourbel    | Diourbel    |
| Regione di Fatick      | Fatick      |
| Regione di Kaffrine    | Kaffrine    |
| Regione di Kaolack     | Kaolack     |
| Regione di Kédougou    | Kédougou    |
| Regione di Kolda       | Kolda       |
| Regione di Louga       | Louga       |
| Regione di Matam       | Matam       |
| Regione di Saint-Louis | Saint-Louis |
| Regione di Sédhiou     | Sédhiou     |
| Regione di Tambacounda | Tambacounda |
| Regione di Thiès       | Thiès       |
| Regione di Ziguinchor  | Ziguinchor  |

### Grandi Città

La regione di Dakar.

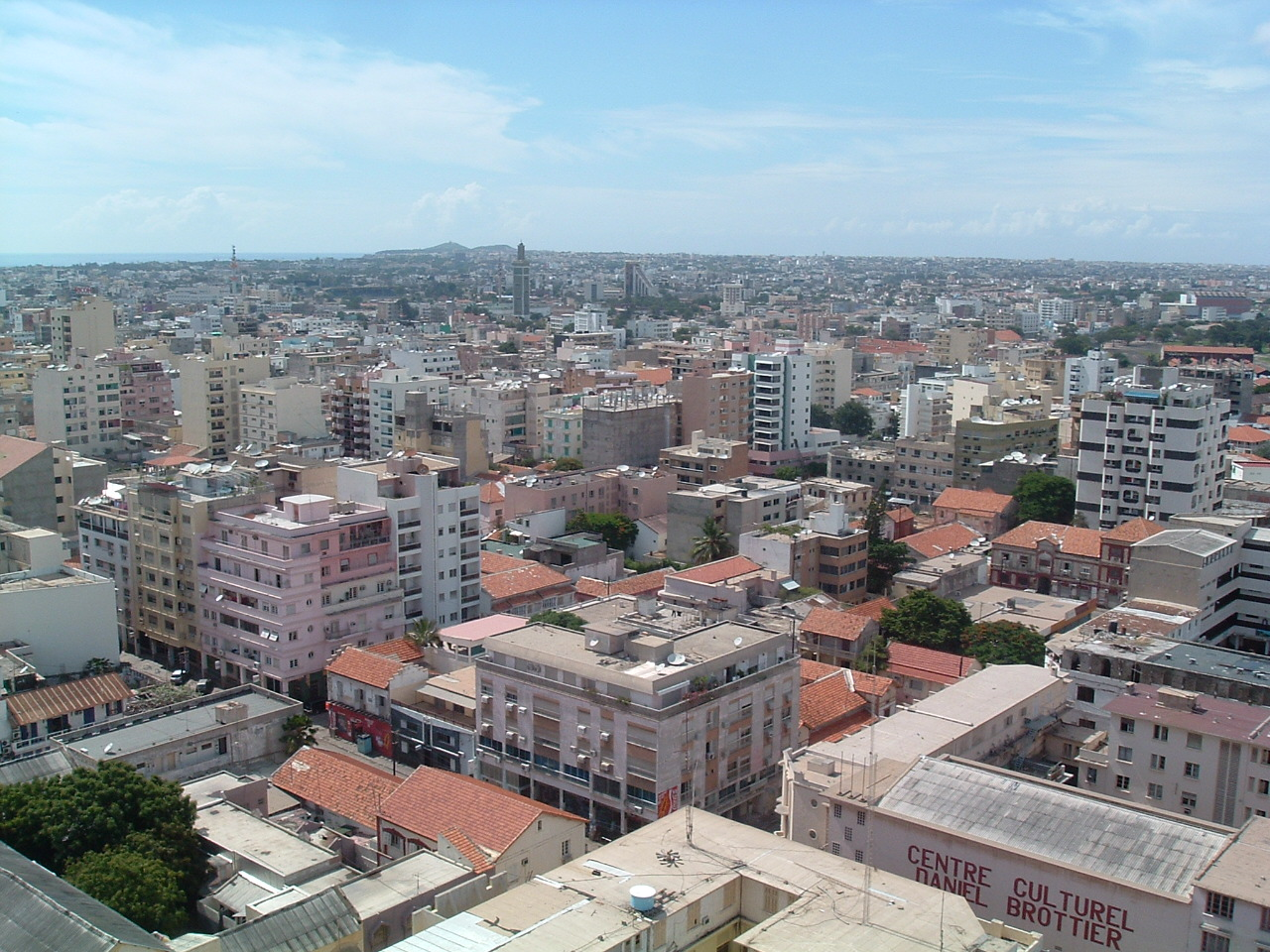
Vista su Dakar.

Città del Senegal.

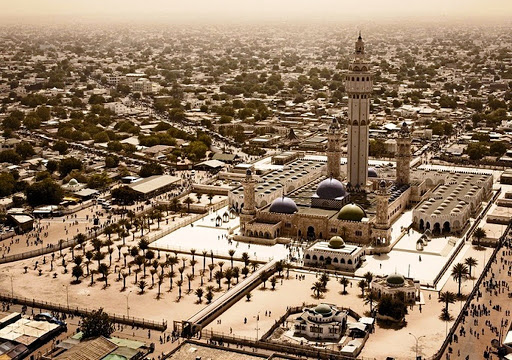
Touba.

| Città                       | Popolazione | Comune           | Popolazione | Regione             |
| --------------------------- | ----------- | ---------------- | ----------- | ------------------- |
| Area metropolitana di Dakar | 2 846 163   | Dakar            | 1 146 053   | Regione di Dakar    |
| Area metropolitana di Dakar | 2 846 163   | Niayes           | 499 119     | Regione di Dakar    |
| Area metropolitana di Dakar | 2 846 163   | Guédiawaye       | 349 991     | Regione di Dakar    |
| Area metropolitana di Dakar | 2 846 163   | Thiaroye         | 343 00      | Regione di Dakar    |
| Area metropolitana di Dakar | 2 846 163   | Pikine Dagoudane | 328 670     | Regione di Dakar    |
| Area metropolitana di Dakar | 2 846 163   | Rufisque         | 179 797     | Regione di Dakar    |
| Agglomerato urbano di Touba | 928 923     | Touba            | 851 668     | Regione di Diourbel |
| Agglomerato urbano di Touba | 928 923     | Mbacké           | 77 255      | Regione di Diourbel |

### Altre Città
| Città        | Popolazione | Regione                |
| ------------ | ----------- | ---------------------- |
| Thiès        | 317 763     | Regione di Thiès       |
| M'bour       | 252 645     | Regione di Thiès       |
| Kaolack      | 233 708     | Regione di Kaolack     |
| Saint-Louis  | 171 263     | Regione di Saint-Louis |
| Ziguinchor   | 166 183     | Regione di Ziguinchor  |
| Diourbel     | 133 705     | Regione di Diourbel    |
| Louga        | 86 841      | Regione di Louga       |
| Tambacounda  | 78 800      | Regione di Tambacounda |
| Kolda        | 62 258      | Regione di Kolda       |
| Richard Toll | 57 878      | Regione di Saint-Louis |
| Bargny       | 51 188      | Regione di Dakar       |
| Tivaouane    | 42 340      | Regione di Thiès       |
| Kaffrine     | 39 357      | Regione di Kaffrine    |
| Fatick       | 28 276      | Regione di Fatick      |
| Sédhiou      | 21 711      | Regione di Sédhiou     |
| Bambey       | 21 250      | Regione di Diourbel    |
| Dagana       | 21 750      | Regione di Saint-Louis |
| Kédougou     | 20 366      | Regione di Kédougou    |
| Ourossogui   | 18 076      | Regione di Matam       |
| Matam        | 17 145      | Regione di Matam       |

## Istruzione

### Università
Il 24 febbraio 1957 venne istituita la prima e la più grande università del Senegal: l'Università Cheikh Anta Diop.

## Politica
Il Senegal è ordinato come una democrazia laica e sociale, multipartitica.
La sua costituzione tutela l'uguaglianza di tutti i cittadini davanti alla legge, senza distinzione d'origine, di razza, di sesso, di religione.
La sovranità nazionale appartiene al popolo senegalese che la esercita attraverso i suoi rappresentanti o per via referendaria.
La Costituzione senegalese dichiara l'adesione alla Dichiarazione dei Diritti dell'Uomo e del Cittadino del 1789, alla Dichiarazione universale dei diritti dell'uomo del 1948, alla Convenzione sull'eliminazione di tutte le forme di discriminazione nei confronti delle donne del 1979, alla Convenzione relativa ai diritti dei bambini del 1989 e alla Carta Africana dei Diritti dell'Uomo e dei Popoli del 1981.
La nuova Costituzione (Constitution de la République du Sénégal) è stata approvata mediante referendum popolare il 7 gennaio 2001 e sostituisce la precedente del 1963.
Il potere esecutivo è esercitato dal Presidente della Repubblica; egli viene eletto a suffragio universale diretto per un mandato di cinque anni rinnovabile una sola volta. Il Presidente nomina il Primo ministro e approva il Consiglio dei ministri.
Il potere legislativo è esercitato da un'Assemblea Nazionale unicamerale che comprende 165 membri eletti dal popolo ogni cinque anni. 90 deputati vengono eletti con un sistema maggioritario a doppio turno tramite collegi elettorali uninominali, 60 deputati tramite sistema di rappresentanza proporzionale. I restanti 15 deputati sono riservati esclusivamente ai cittadini senegalesi residenti all'estero. Essi vengono eletti tramite un sistema proporzionale.
Il Governo coordina la politica dello Stato sotto la guida del Primo Ministro che è responsabile nei confronti del Presidente della Repubblica e dell'Assemblea nazionale secondo quanto espresso nella Costituzione. Dal 2019 al 2022, tuttavia, la carica è stata soppressa.
Il potere giudiziario è indipendente dal potere legislativo e dal potere esecutivo.

## Economia
Con l'acquisizione dell'indipendenza, il governo si impegnò a dare un aspetto sempre più "africano" all'economia senegalese e nello stesso tempo a realizzare una maggiore redditività dell'intero apparato produttivo.
Si tratta della cosiddetta "politica di senegalizzazione", che in effetti presenta due aspetti piuttosto contrastanti. Da un lato lo Stato interviene a controllare, mediante vari enti appositamente istituiti, soprattutto le attività primarie.
Dall'altro lato, per accelerare l'industrializzazione del Paese lo Stato ha delegato essenzialmente ai capitalisti stranieri il compito di promuovere lo sviluppo dell'industria. A tale scopo è stata creata attorno a Dakar una vasta zona franca industriale, dove gli operatori fruiscono di complete esenzioni fiscali e non sono soggetti ai controlli governativi.
Il Senegal è un paese in via di sviluppo, ma data anche la maggior stabilità politica e sociale, la sua economia è più sviluppata rispetto a quella dei paesi vicini. Numerosi sono gli investimenti di capitali stranieri, soprattutto francesi. In passato, fino a una ventina d'anni fa, la coltura principale era quella delle arachidi; adesso si sono sviluppate altre coltivazioni alimentari e la pesca, che hanno dato impulso allo sviluppo recente dell'industria: oleifici, impianti per la lavorazione del pesce, dello zucchero e della birra. Particolarmente importanti sono le piantagioni di cotone e di canna da zucchero. L'agricoltura di sussistenza fornisce miglio, mais e manioca ma non è sufficiente a sfamare una popolazione in rapida crescita. Consistente è l'allevamento di bovini, caprini e ovini. Il sottosuolo fornisce fosfati minerali di titanio e recentemente sono stati trovati importanti giacimenti petroliferi. Le industrie principali sono quelle alimentari e tessili; in crescita l'industria chimica, meccanica e delle calzature. Discrete sono le reti stradale e ferroviaria. In progressivo sviluppo è anche il turismo, soprattutto balneare. Dal 2000 un cavo a fibra ottica collega il Senegal con il Sudamerica e l'Europa.
Il modello economico senegalese, talvolta descritto come “neocoloniale”, consiste nell'esportazione di materie prime a basso valore aggiunto e nell'importazione di prodotti finiti. Di conseguenza, l'economia senegalese, fortemente dipendente dal mondo esterno, produce poca ricchezza nonostante una crescita sostenuta (tra il 4 e il 7%).
Sebbene otto senegalesi su dieci si guadagnino da vivere con l'agricoltura, questa rappresenta appena il 17% del prodotto interno lordo (PIL). La disoccupazione è particolarmente elevata tra i giovani sotto i 24 anni (35%), molti dei quali cercano di raggiungere l'Europa illegalmente attraverso le Isole Canarie o il Sahara. Fuggono da un costo della vita molto elevato, soprattutto a Dakar, in un contesto di alta inflazione (9% nel 2022, 6% nel 2023). Il Paese si colloca al 169° posto su 192 nell'Indice di Sviluppo Umano (ISU) elaborato dal Programma delle Nazioni Unite per lo sviluppo. Il tasso di povertà, stimato al 37% nel 2025, non diminuisce da diversi anni.
Il Paese è diseguale. Secondo la Banca Mondiale, il 10% più ricco detiene il 30% della ricchezza, contro il 3% del 10% più povero.

### Agricoltura
Dei 19,67 milioni di ettari di superficie territoriale, il terzo settentrionale ricade nel Sahel, il resto nella sottostante fascia sudanese. Del totale, 3,85 milioni di ettari sono coltivabili e 3,00 milioni sono coltivati, i pascoli occupano 5,60 milioni di ettari e le foreste coprono il 43 per cento del territorio.
L'agricoltura costituisce la base dell'economia senegalese, partecipando in buona misura nelle esportazioni. Coltura principale, come si è detto, è quella delle arachidi, di cui il Senegal è uno dei maggiori fornitori mondiali, tanto da raggiungere posizioni molto elevate. La produzione subisce però forti oscillazioni per le ricorrenti siccità. Le coltivazioni si estendono su 840000 ha (oltre un terzo dell'arativo) e hanno le loro aree migliori nella regione intorno a Kaolack, che è il grande centro di raccolta delle arachidi. Dal 1975 il governo sovrintende alla commercializzazione dei prodotti oleari mediante la Société Nationale de Commercialisation des Oléagineux du Sénégal. Nell'intento però di sottrarre il Paese alla troppo schiacciante dipendenza da questa monocoltura sono in atto vari programmi pubblici che, avvalendosi in larga misura di aiuti dell'Unione Europea, mirano a diversificare il panorama delle produzioni agricole e soprattutto a raggiungere l'autosufficienza alimentare (buona parte delle importazioni consiste proprio in generi alimentari); in tale ottica opera anche il citato progetto di valorizzazione del fiume Senegal, avviato dopo una lunga fase preparatoria alla fine del 1981 per l'irrigazione di 400000 ha di terreno nel nord del Paese. Principali colture alimentari sono quelle dei cereali, soprattutto miglio, che è il tipico cereale africano e che copre 1/4 dell'arativo; seguono il riso, coltivato nel basso Ziguinchor e in altre aree irrigue, ma la cui produzione è del tutto insufficiente a soddisfare le richieste interne, e il mais. Si coltivano altresì manioca, banane, agrumi, palma da olio e da cocco. Un certo incremento ha registrato, tra le colture industriali, quella del cotone. Non mancano belle foreste, specie nel Senegal meridionale, ma sono ancora scarsamente sfruttate anche per la mancanza di adeguate vie di comunicazione.

### Allevamento
L'allevamento, che contribuisce al sostentamento del 30 per cento delle famiglie senegalesi, è praticato in forma estensiva soprattutto nelle zone pastorali settentrionali ed agropastorali al sud e riguarda principalmente i piccoli ruminanti (10,9 milioni di capi nel 2012), i bovini (3,4 milioni) ed il pollame (44 milioni di capi).

### Pesca

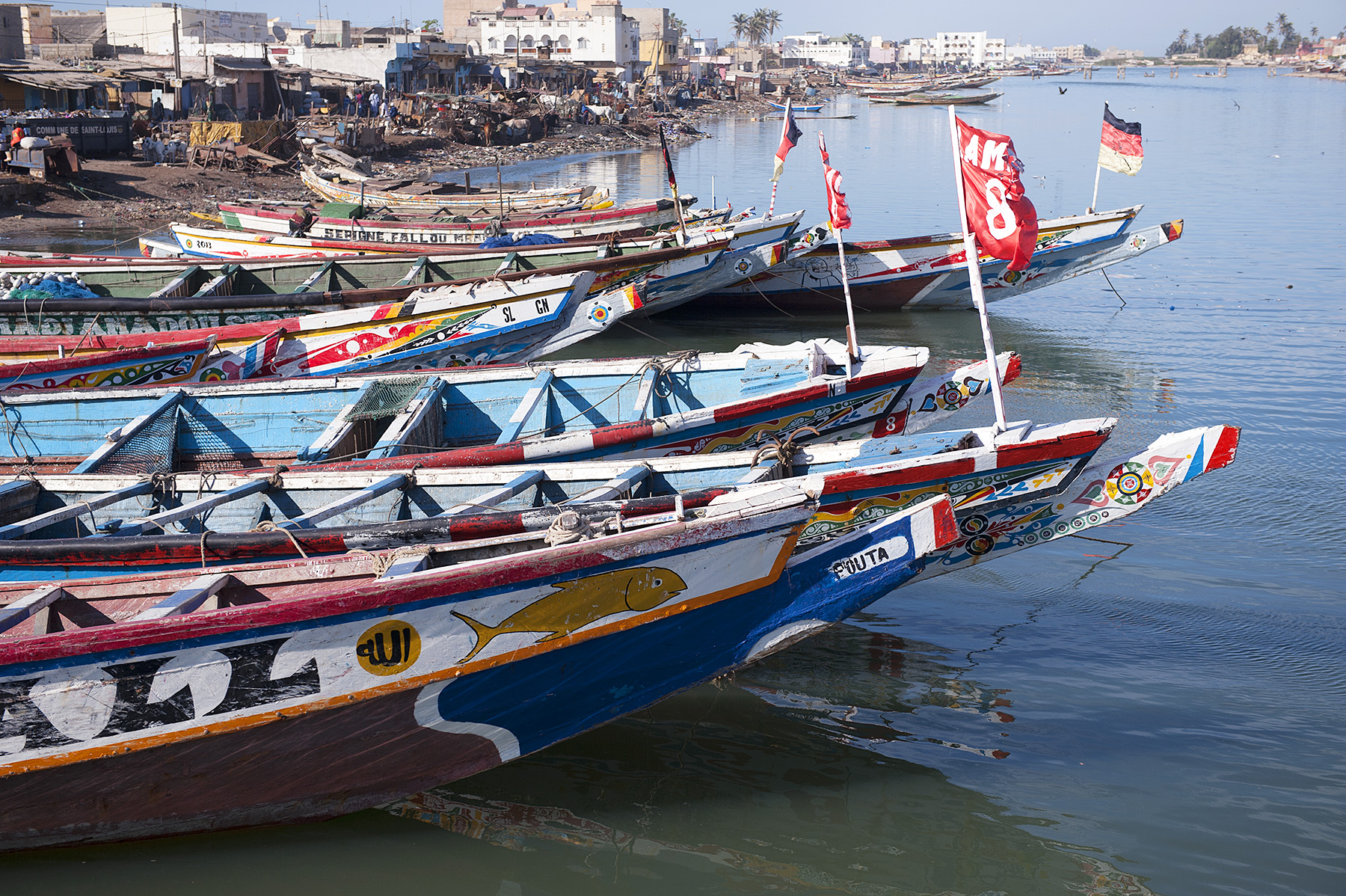
Barche dei pescatori a Saint Louis

La pesca fornisce mediamente 400 000 tonnellate all'anno circa di prodotto destinato al consumo interno ed all'esportazione (250 milioni di dollari all'anno), favorita dalla ricchezza ittica delle acque intorno al Capo Verde; essa fornisce un prodotto alimentare diffusissimo nel Paese, oltre a sostenere una fiorente industria conserviera e a consentire una rilevante esportazione. In particolare Dakar è una grande base africana per la pesca del tonno. Nel 1982 è entrato in funzione a Casamance un modernissimo complesso conserviero, che si affianca a quelli di Dakar e di Saint-Louis.

### Produzione, commercio e sicurezza alimentare
Il Prodotto Interno Lordo (PIL) per abitante si aggira intorno ai 1 700 dollari all'anno con una partecipazione del settore agricolo del 14,9 per cento nel 2011. L'allevamento rappresenta il 37 per cento del PIL agricolo.
Il settore impiega il 69 per cento della popolazione attiva, con il 48 percento di lavoro femminile (2011). Importatore di cereali (grano, riso, mais), oli, latte in polvere, zucchero, il paese esporta olio e panelli di arachide e prodotti agro-zootecnici alimentari lavorati vari.
La dieta si basa su cereali (riso, miglio, sorgo che costituiscono i due terzi circa dell'apporto calorico), ortaggi e pesce, fagiolo dell'occhio ed arachide. Il consumo annuo pro-capite di carne si aggira sui 15-20 chilogrammi. Il 21,5 per cento della popolazione è sottonutrita; il 46,7 per cento vive sotto la soglia della povertà (nel 2011) che colpisce in particolare la popolazione rurale (57,1 per cento).

### Industria
Il settore più dinamico dell'economia senegalese è oggi quello dell'industria. Prevalgono nettamente le attività manifatturiere, non avendo il governo potuto ancora affrontare con i necessari supporti finanziari il problema di dotare il Senegal di un'adeguata industria di base. Ben rappresentate sono le industrie alimentari (che comprendono oleifici, conservifici, zuccherifici, complessi molitori, birrifici ecc.), cui si aggiungono manifatture di tabacchi, cotonifici, calzaturifici, cementifici ecc.; i settori di più recente impianto, ma già di grande sviluppo, sono quelli chimico (fertilizzanti) e petrolchimico.

### Vie di comunicazione
| Strada             | Percorso                                                                            | Km  |
| ------------------ | ----------------------------------------------------------------------------------- | --- |
| Strada nazionale 1 | Dakar, Rufisque, M'bour, Fatick, Kaolack, Kaffrine, Koungheul, Tambacounda e Kidira | 692 |
| Strada nazionale 2 | Thiès, Tivaouane, Louga, Richard Toll, Saint-Louis, Ourossogui                      | 832 |
| Autostrada A1      | Dakar, Rufisque, Aeroporto, A2, M'bour                                              | 90  |
| Autostrada A2      | A1, Thiès, Khombole, Bambey, Diourbel, Mbacké, Touba                                | 124 |

Per secoli i corsi d'acqua furono le vie più idonee alla penetrazione nell'interno del Paese; si deve ai Francesi la costruzione delle ferrovie e delle prime arterie stradali di grande comunicazione. Importantissima è la linea ferroviaria che da Dakar attraversa tutto il Senegal giungendo sino a Bamako, capitale del Mali (essa fu realizzata per dare uno sbocco al mare al Mali, già Sudan Francese, e nello stesso tempo per potenziare l'attività portuale di Dakar); un'altra linea si sviluppa lungo la costa da Dakar sino a Saint-Louis. Dopo l'indipendenza, i piani di sviluppo hanno dedicato particolare attenzione al potenziamento della rete stradale e autostradale che totalizza oltre 15000 km, per quasi metà agibili tutto l'anno. La già accennata navigazione fluviale conserva tutta la sua importanza; oltre che il fiume Senegal (che è al servizio anche della Mauritania) sono navigabili il Saloum e il Casamance. Il commercio marittimo è svolto quasi interamente da Dakar, che è il secondo porto dell'Africa occidentale, dopo Abidjan; la capitale senegalese è altresì un grande centro aeroportuale grazie all'aeroporto internazionale di Ndiass attivissimo scalo sulla rotta tra l'Europa e l'America Meridionale. Un buon incremento hanno registrato i servizi aerei interni gestiti dalla società SONATRA-Air Sénégal, per il 50% governativa; altri aeroporti sono quelli di Saint-Louis, Tambacounda e Ziguinchor.

### Commercio
Discretamente intensi sono gli scambi interni, vivacizzati soprattutto dalla presenza della grande concentrazione urbana centro-occidentale. Per quanto riguarda il commercio con l'estero, il Senegal intrattiene rilevanti rapporti con parecchi Stati (come il Camerun, il Mali, l'Italia, la Gran Bretagna, gli Stati Uniti e, tra i Paesi produttori di petrolio, l'Algeria e la Nigeria); 1/3 degli scambi si svolge però tuttora con la Francia, la quale sostiene con aiuti finanziari l'economia senegalese. La bilancia commerciale è fortemente deficitaria, in quanto le esportazioni coprono appena la metà delle importazioni. Il Senegal esporta essenzialmente olio di arachidi, pesce fresco e inscatolato, fosfati ecc., mentre le principali importazioni sono rappresentate da prodotti petroliferi, macchinari e generi alimentari.

## Risorse del sottosuolo
A partire dagli anni 2000 sono stati scoperti numerosi giacimenti di petrolio; nel 2017 il presidente Macky Sall ha istituito il Ministero del Petrolio del Senegal. Il governo senegalese è fortemente interessato al potenziamento del settore minerario, le cui principali risorse sono offerte sinora dai ricchi giacimenti di fosfati; è stata però accertata la presenza al largo della costa sia di petrolio sia di gas naturale, mentre sono in corso prospezioni riguardanti l'uranio fra breve i cospicui giacimenti di minerali di ferro di Falémé. La produzione di energia elettrica è per lo più di origine termica.

## Ambiente
La flora e fauna del Senegal riflette l'incontro tra ecosistemi saheliani, savanici, costieri e fluviali, che conferiscono a questo Stato dell'Africa occidentale una notevole varietà biologica. Sebbene la biodiversità senegalese sia soggetta a pressioni crescenti legate alla crescita demografica, all'agricoltura estensiva e ai cambiamenti climatici, il paese conserva ancora porzioni significative di ambienti naturali, protetti da una rete crescente di aree tutelate.

### Ambienti naturali
Il territorio del Senegal è costituito da una fascia costiera atlantica, da pianure interne semi-aride e da regioni sud-orientali più umide e collinari. A nord prevalgono paesaggi steppici e savane secche, mentre procedendo verso sud si incontrano savane più rigogliose e ambienti forestali aperti. Le aree umide, costituite da lagune, estuari e zone di inondazione stagionale, sono distribuite principalmente lungo il delta del fiume Senegal, nella regione della Casamance e nel bacino del Saloum. La presenza del fiume Senegal, del Gambia e di altri corsi d'acqua stagionali favorisce la diversificazione degli habitat e la presenza di specie idrofile.

### Flora
La vegetazione senegalese è fortemente influenzata dal clima e dal gradiente di umidità che si estende da nord a sud. Le regioni settentrionali, più secche, sono dominate da acacie, cespugli spinosi e graminacee annuali. Nelle zone centrali e meridionali si sviluppano invece savane arborate, dove trovano spazio specie come il baobab, il karité, il néré (Parkia biglobosa), il tamarindo e il caicedi (Khaya senegalensis). Nelle aree più umide del sud e lungo i corsi d'acqua si incontrano gallerie forestali, boschi semi-decidui e formazioni palustri con papiri e altre piante acquatiche. La flora del Senegal comprende circa 2.100 specie vegetali superiori, alcune delle quali endemiche o limitate all'Africa occidentale.

### Fauna
Il Senegal ospita una fauna variegata, con specie tipiche della savana, delle foreste aperte, delle zone umide e delle aree costiere. I grandi mammiferi, un tempo diffusi in tutto il paese, sopravvivono oggi principalmente nelle aree protette. Tra le specie più emblematiche si trovano l'ippopotamo, il facocero, diverse specie di antilopi (come il kob e l'antilope roana), il lupo africano, il caracal, la iena macchiata e, in alcune aree forestali meridionali, scimmie come il cercopiteco e il colobo rosso occidentale. I leoni sono presenti soprattutto nel Parco nazionale del Niokolo-Koba, uno dei principali santuari faunistici dell'Africa occidentale. La fauna aviaria del Senegal è particolarmente ricca e comprende circa 660 specie di uccelli, sia stanziali sia migratori. Le zone umide del delta del Saloum e del fiume Senegal ospitano grandi colonie di fenicotteri, pellicani, aironi, spatole e altre specie acquatiche. Gli uccelli della savana, come buceri, turachi, tessitori e aquile serpentarie, sono ben rappresentati negli ecosistemi interni. La posizione geografica del paese lo rende un importante crocevia per gli uccelli migratori tra l'Europa e l'Africa subsahariana. Tra i rettili più comuni si trovano il varano del Nilo, diversi serpenti (tra cui il cobra e il pitone africano), coccodrilli nei grandi corsi d'acqua e numerose specie di lucertole. Gli anfibi, sebbene meno diversificati, sono presenti nelle regioni umide e svolgono un ruolo importante negli ecosistemi acquatici temporanei. Le acque dolci e marine del Senegal ospitano una fauna ittica abbondante. Nei fiumi e laghi si trovano pesci gatto, tilapie e alestes, mentre lungo la costa atlantica prosperano numerose specie marine tra cui crostacei, cefalopodi e pesci pelagici. Le risorse ittiche costituiscono una delle principali fonti di sostentamento per le comunità costiere e fluviali.

### Conservazione
Il Senegal ha istituito una rete di aree protette che comprende riserve forestali, parchi nazionali e riserve della biosfera. Il Parco nazionale del Niokolo-Koba, patrimonio mondiale dell'UNESCO, rappresenta l'area protetta più estesa e significativa del paese. Altre aree di rilevanza ecologica includono il Parco nazionale della Langue de Barbarie, il Parco nazionale del delta del Saloum e le riserve ornitologiche di Djoudj, fondamentale per la conservazione degli uccelli migratori. Le principali minacce alla biodiversità senegalese includono la deforestazione, la desertificazione, il sovrasfruttamento delle risorse naturali e la crescente urbanizzazione.

## Cultura

### Arte
Con l'indipendenza, il primo presidente del Senegal Léopold Sédar Senghor ha avuto un ruolo centrale nel definire la politica culturale senegalese, caratterizzata tra il 1960 e il 1980 dalla creazione di molte istituzioni culturali, da una forte ingerenza politica e dal sostegno diretto del presidente alla Scuola di Dakar (École de Dakar). Il pensiero del presidente Senghor - strettamente connesso alla Négritude e al panafricanismo - è anche il punto di partenza del primo Festival Mondial des Arts Nègres organizzato a Dakar nel 1966 e del Museo delle civiltà nere realizzato cinquant'anni più tardi. Il festival è una manifestazione di arte, musica, danza e teatro e coinvolge nazioni dell'Africa subsahariana; mentre il museo raccoglie testimonianze legate alla cultura africana dentro e fuori dal continente (Africa e area caraibica). Negli anni settanta la creazione senegalese viene presentata a livello internazionale all'interno di mostre itineranti.
Con la presidenza di Abdou Diouf la cultura - che con Léopold Sédar Senghor era menzionata continuamente nei discorsi politici - perde centralità anche se, alla fine degli anni ottanta, è proprio il presidente Abdou Diouf a sostenere l'iniziativa di artisti, scrittori e intellettuali senegalesi e la nascita della Biennale di Dakar, che è oggi la più importante biennale internazionale di arte contemporanea africana che accoglie artisti(detto artist), critici d'arte, curatori e galleristi provenienti da quasi tutte le nazioni dell'Africa e dal mondo. 
La produzione artistica senegalese è una produzione ampiamente studiata sia a livello locale che internazionale, caratterizzata da protagonisti e da un sistema fortemente influenzato dalla politica culturale governativa; ricoprono un ruolo molto importante, sia storico che contemporaneo, i centri e le residenze d'arte (Village des Arts, Kër Thiossane), le istituzioni indipendenti (Associazione GAW) e i collettivi di artisti (Laboratorio Agit Art, Huit Facettes Interaction).

### Patrimoni dell'umanità
Il Senegal può vantare l'inserimento di diversi suoi siti nella Lista dei patrimoni dell'umanità dell'UNESCO.

### Produzione letteraria

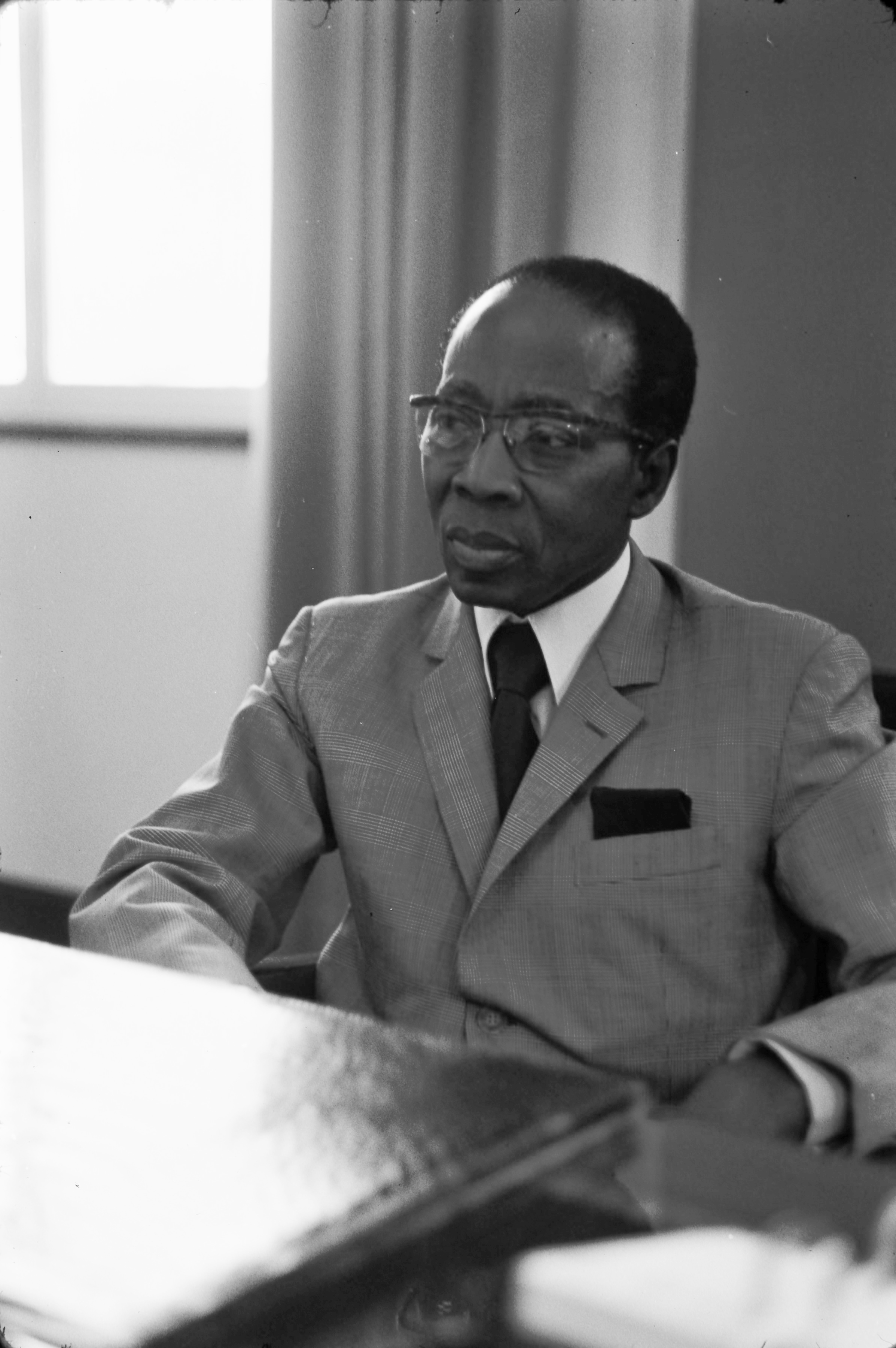
Léopold Sédar Senghor ideologo della negritudine.

In campo letterario nel XX secolo si distinse la figura del poeta e uomo di stato di Léopold Sédar Senghor, uno dei più illustri esponenti del concetto di negritudine. E ancora tra gli altri scrittori senegalesi ricordiamo Cheikh Hamidou Kane e Fatou Diome.

### Musica
Un tipico tamburo a calice è rappresentato dal djembe. Strumento musicale del gruppo dei cordofoni è la Kora.
Tra i protagonisti della scena musicale senegalese è fondamentale ricordare Youssou N'Dour, che ha sviluppato un genere musicale popolare senegalese chiamato mbalax e cantò nel 1994 in duetto con Neneh Cherry il celebre singolo famoso in tutto il mondo dal titolo 7 seconds, con 1 500 000 copie vendute. Altri cantanti noti sono Ismaël Lô, Akon, Baaba Maal, Mamady Keita.

### Folclore
Tipici del folclore senegalese sono i Dömm, ovvero streghe o stregoni cannibali.

### Cinema
In campo cinematografico possiamo ricordare la figura del regista Ousmane Sembène, tra i più noti cineasti africani, con il cortometraggio Borom Sarret (1963), Premio Opera Prima al Festival di Tours, e il film Moolaadé, che ha vinto il premio come miglior film al Festival di Cannes 2004 nella sezione Un Certain Regard. Inoltre il film Félicité del regista Alain Gomis è stato il primo film senegalese entrato, nel 2017, nella "short-list" dei nove candidati per l' Oscar al miglior film in lingua straniera. Anche nel 2019 un altro film, Atlantique, della regista franco-senegalese Mati Diop è entrato nella short -list dei nove candidati per l' Oscar al miglior film in lingua straniera.

### Missioni spaziali
Il 16 agosto 2024 viene lanciato GaindeSat-1A, il primo satellite del Senegal.

## Ricorrenza nazionale
- 4 aprile: Jour de l'indépendance: Giorno dell'indipendenza: celebra l'indipendenza dalla Francia, nel 1960

## Gastronomia
La cucina senegalese viene considerata una delle migliori di tutto il continente africano: ciò è dovuto, in particolare, alla varietà degli alimenti e alla ricca presenza di spezie.

## Sport

### Calcio

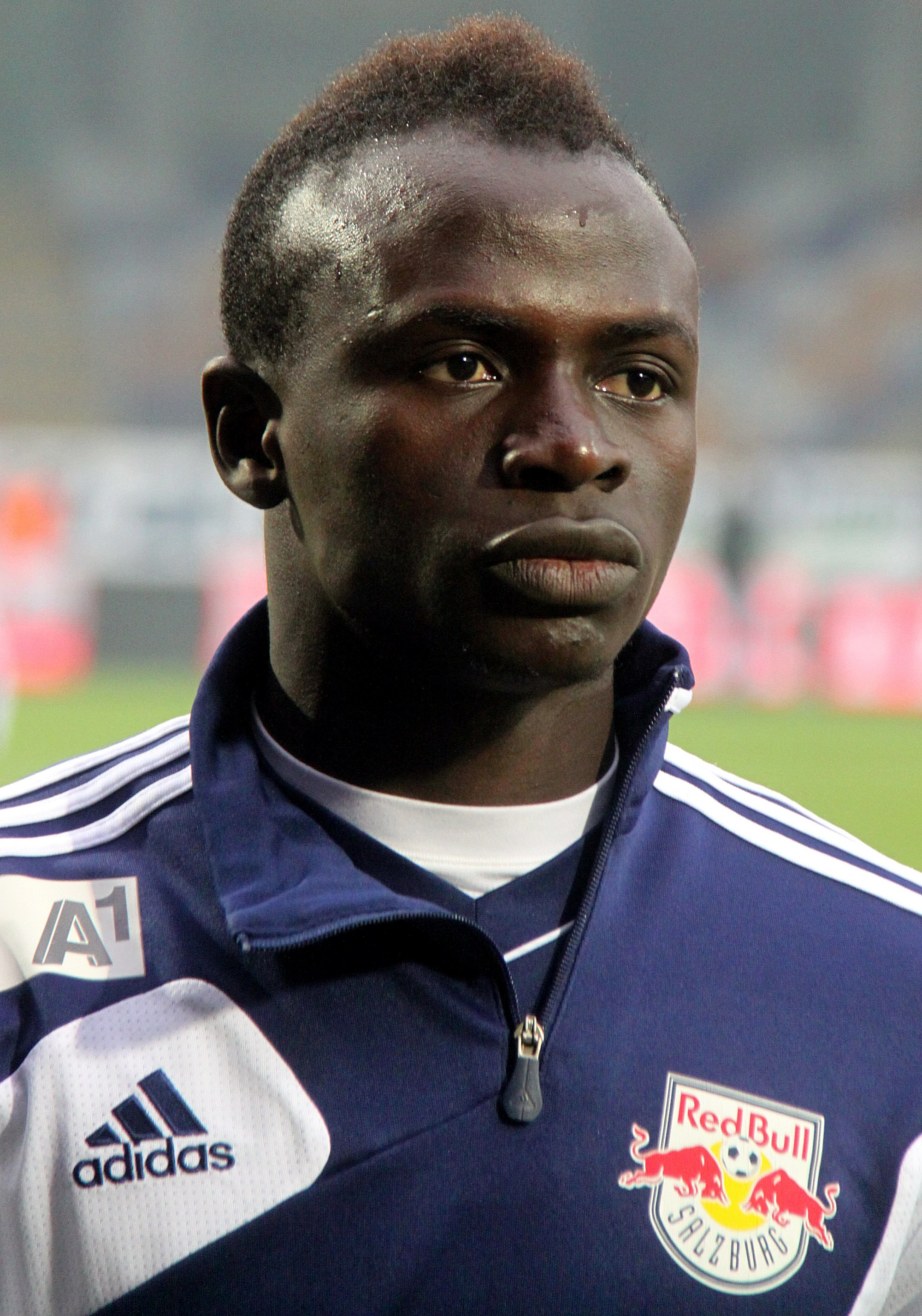
Sadio Mané, un calciatore senegalese

Lo sport più praticato dopo la lotta senegalese è il calcio. La Nazionale di calcio del Senegal, chiamata (Les Lions du Senegal, "I Leoni del Senegal") ottenne il suo miglior risultato nel Campionato mondiale arrivando nei quarti di finale nei mondiali del 2002, e si è anche qualificata ai mondiali di Russia 2018, con l'Egitto, il Marocco, la Tunisia e la Nigeria.
il 6 febbraio 2022 ha vinto per la prima volta la Coppa d’Africa 2021 disputata in Camerun.
Tra i giocatori senegalesi spicca in particolare El Hadji Diouf, inserito nella lista FIFA 100. Altri calciatori senegalesi noti sono: Demba Ba, Kalidou Koulibaly, Keita Balde Diao, Khouma El Babacar, Boulaye Dia, Sadio Mané e Nicolas Jackson.

### Lotta senegalese
La lotta con i pugni, detta anche Lamb, è una disciplina sportiva tipicamente senegalese, praticata soprattutto dai giovani delle città, sia nelle regioni del sud (la Casamance), che del centro (la Petite Côte) e del nord (il Walo); anche la città di Dakar rappresenta un buon serbatoio di lottatori. Appartengono per lo più all'etnia lebou, che fu la prima a installarsi nella capitale.
La lotta senegalese è una lotta tradizionale africana tra le più antiche e strutturate. È un misto tra rito, spettacolo e competizione. Nel suo paese d'origine viene vissuta alla pari di un rito sacro e seguita come un vero sport agonistico. La lotta è oggi lo sport più seguito in Senegal, al punto da subissare persino il calcio. I lottatori sono giovanissimi e su di loro si favoleggia: per i presunti poteri mistici e, molto di più, per i loro cachet miliardari.
La lotta in sé è molto tecnica, è immediatamente comprensibile da tutti, ma occorre un occhio esperto per apprezzarne le sfumature. Fondamentalmente si tratta di una sorta di lotta libera, si combatte a mani nude, all'interno di un cerchio molto ampio disegnato sulla sabbia.
La stagione dei combattimenti inizia a ottobre e finisce a maggio. Gli incontri durano 3 tempi da 15 minuti l'uno intervallati da pause di 5 minuti. Per vincere bisogna portare la testa, la schiena o i glutei dell'avversario a terra.
L'incontro è preceduto da una cerimonia folcloristica. I lottatori sono accompagnati da griot (poeti e cantanti) che suonano i tamburi, dal marabout che li benedice e da donne che cantano per incoraggiamento. Si sussurra che la lotta sia praticata da persone dotate di particolari poteri mistici; in effetti i lottatori si cingono il corpo con numerosi amuleti e, al momento di entrare in campo, si spalmano spesso con liquidi dai colori simbolici. Tale festa rituale ha una durata media di sei ore, riguarda diversi incontri di lotta ed è accompagnata dalla musica.

### Atletica leggera
Nell'atletica leggera il Senegal si è affermato in campo internazionale, in particolare, con Amy Mbacké Thiam, oro mondiale nei 400 metri piani, a Edmonton 2001, in Canada.

### Giochi olimpici
Il primo e, al momento, unico vincitore di una medaglia olimpica per il Senegal fu Amadou Dia Bâ, medaglia d'argento nei 400m ostacoli maschili, a Seul 1988.